# Martin Luther (1953)
Martin Luther ist ein Spielfilm über das Leben Martin Luthers aus dem Jahr 1953, in dem Irving Pichel Regie führte und zugleich die Rolle des Gregor Brück übernahm. Die Haupt- und Titelrolle spielte Niall MacGinnis.

## Handlung
Der Film beginnt mit dem Eintritt Martin Luthers ins Erfurter Augustinerkloster im Jahre 1505 und endet im Jahre 1530, dem Jahr, in dem das lutherische Bekenntnis, die Confessio Augustana, Kaiser Karl V. überreicht wurde. Dazwischen liegen die wichtigsten Ereignisse des Lebens und Wirkens Martin Luthers: sein Zweifel und sein Ringen mit sich selbst, sein darauf folgendes Bibelstudium, bei dem er im Römerbrief des Neuen Testaments (Röm 1,17 ) die Gnade Gottes entdeckt, sein Thesenanschlag und die darauf folgenden Auseinandersetzungen mit dem Papsttum, seine Rede auf dem Reichstag in Worms und der Höhepunkt des Filmes, seine dort gesprochenen Worte „Hier stehe ich, ich kann nicht anders, Gott helfe mir, Amen.“, seine Entführung auf die Wartburg, seine Bibelübersetzung, sein Einschreiten bei den Ausschreitungen radikalisierter Bürger in Wittenberg und schließlich sein Bestreben, die noch junge evangelische Bewegung dauerhaft zu stärken. Das Finale des Films bildet der Gesang von Luthers Gemeinde, dem Gesang des Lutherliedes „Ein feste Burg ist unser Gott“.

## Hintergrund
Der von US-amerikanischen Lutheranern finanzierte Film wurde von Louis de Rochemont und der RD-DR Corporation in Zusammenarbeit mit der Lutheran Church Productions und der Luther-Film-Gesellschaft M.B.H. produziert und stellte damit die erste amerikanisch-deutsche Koproduktion nach dem Krieg dar. Die Filmregie führt der Hollywood-Regisseur Irving Pichel, der sich seinen Namen durch Horrorfilme und B-Western gemacht hatte. Eine schriftliche Bemerkung zum Beginn des Filmes lautet: „Diese Verfilmung eines entscheidenden Zeitabschnittes der Geschichte ist das Ergebnis sorgfältiger Forschungen über Ereignisse und Verhältnisse im 16. Jahrhundert, wie sie uns die historischen Quellen übermitteln.“ Diese Forschungen waren von den Kirchenhistorikern Theodore G. Tappert und Jaroslav Pelikan, die damit Allan Sloane und Lothar Wolff unterstützten, vorgenommen worden.
Der Film wurde in Westdeutschland in den Afifa Film Studios in Wiesbaden, Hessen gedreht. Weitere Drehorte waren in Eltville am Rhein in Hessen, dort unter anderem auch das Kloster Eberbach sowie das Kloster Maulbronn in Maulbronn, Baden-Württemberg. Außerdem wurde auch noch in Rothenburg ob der Tauber, Bayern gedreht. Die Musik wurde von Mark Lothar komponiert und vom Philharmonischen Orchester von München gespielt. Fritz Maurischat und Paul Markwitz schufen die Filmbauten, Lothar Wolff, Louis de Rochemont und Kurt Hartmann übernahmen die Produktionsleitung.
Am 8. Mai 1953 hatte der Film in Minneapolis, USA, Premiere. Danach wurde der Film von der Ultra-Film GmbH, Berlin, 1953 für Deutschland synchronisiert und fand über den Europa-Filmverleih den Weg in die Filmtheater. Die Deutschlandpremiere fand am 4. März 1954 in Hannover statt. Im Oktober 1954 erfolgte die Premiere in Schweden, gefolgt von den Premieren in Dänemark und Finnland. Heutzutage läuft der Film alljährlich häufig zum Reformationstag auf Bibel TV.

## Auszeichnungen
Der Film wurde für zwei Academy Awards nominiert. Zum einen für die beste Kamera (schwarz/weiß) (Cinematography (Black-and-White)) und zum anderen für die Bauten bzw. dem Dekorationsbau (Art Direction/Set Decoration) (Fritz Maurischat, Paul Markwitz).
Außerdem wurde der Film bei der Writers Guild of America, USA für das beste geschriebene amerikanische Drama nominiert (Allan Sloane, Lothar Wolff). Das National Board of Review zeichnete Martin Luther als den „viertbesten Film des Jahres 1953“ aus.
Die FBL verlieh dem Film das Prädikat wertvoll. Von der Evangelischen Filmgilde wurde er im März 1953 als „bester Film des Monats“ empfohlen.

## Kritiken
Eine katholische Filmkritik urteilte damals: 

„Idealisierende Zeichnung Luthers, einseitige Darstellung der Reformation, ungenügende Schilderung der katholischen Kirche durch Überzeichnung von Mißbräuchen und unklare, daher unverständliche Wiedergabe katholischer Lehren und kirchlichen Lebens.“

Eine weitere Kritik urteilte:

„Historisch nicht immer korrekt (…) Bemerkenswert ist der Versuch, deutlich zu machen, dass Luther auf keinen Fall eine Spaltung der Kirche wollte (…).“